# Ignaz Ziegler
Ignaz Ziegler (29. září 1861 Dolný Kubín – 18. července 1948 Jeruzalém) byl český rabín, judaista a teolog. Mezi lety 1888 a 1938 sloužil jako vrchní rabín židovské obce v Karlových Varech.

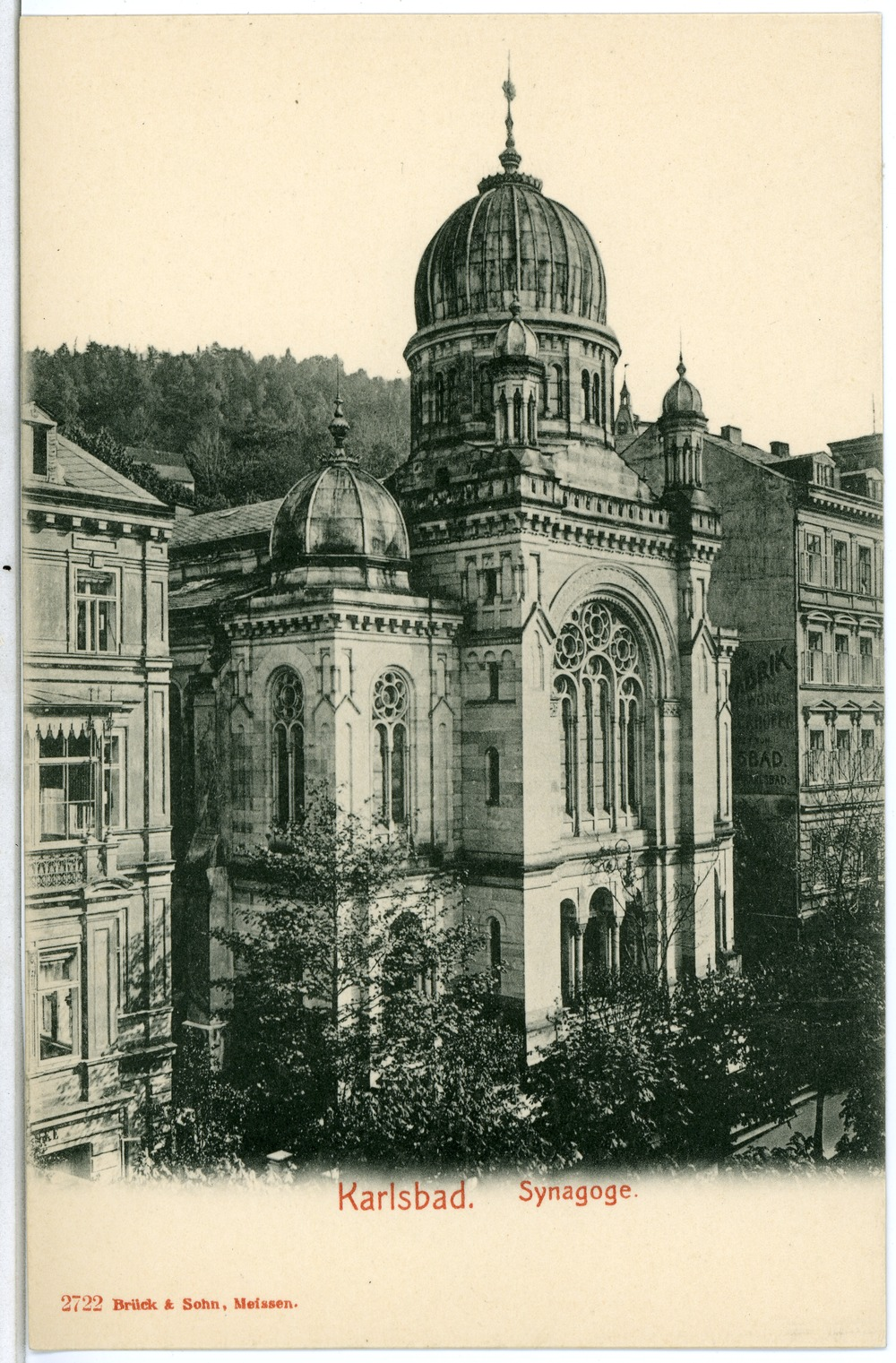
Rabín Ziegler působil padesát let, mezi lety 1888 až 1938, v karlovarské Velké synagoze.

## Životopis
Ignaz Ziegler se narodil v severoslovenském Dolném Kubíně poblíž Žiliny 29. září 1861, v tehdejších Horních Uhrách. Studoval na Budapešťském rabínském semináři a současně také na zdejší univerzitě, kde roku 1888 obhájil disertační práci na téma proroka Malachiáše a byl mu tak udělen titul doktora filosofie.
Ihned poté přijal prestižní místo hlavního rabína v Karlových Varech, kde pak úspěšně působil dalších padesát let, tedy celý svůj profesní život. Karlovy Vary měly v této epoše jednu z největších a nejbohatších židovských obcí v Čechách. Dr. Ziegler byl autorem řady náboženských a filosofických publikací. Byl jednou z vůdčích osobností reformníhoho judaismu v Československu a také horlivým sionistou – měl podíl na tom, že dva světové sionistické kongresy se konaly pravě v Karlových Varech..
Díky Zieglerově neutuchajícímu úsilí v oblasti sociální a zdravotní péče (a neúnavného shánění finančních prostředků) se podařilo židovské obci 1. května 1903 slavnostně zprovoznit židovský špitál, nazvaný Hospic vládního jubilea císaře Františka Josefa pro chudé Israelity (německy Kaiser Franz Josef Regierungs-Jubiläum Hospiz). Stavba probíhala od r. 1898, autorem projektu byl slavný židovský vídeňský synagogální architekt Wilhelm Stiassny a náklady činily 500 000 tehdejších rakouských korun. Institut byl s to poskytnout ročně bezplatně čtyřdenní léčebný pobyt v lázních až 270 židovským hostům z celé Evropy.
Rabín Ziegler kázal a publikoval hlavně německy. Působil v karlovarské Velké synagoze, a to až do osudového roku 1938, kdy byl v důsledku mnichovského diktátu nucen – jako tisíce jeho souvěrců – prchnout; nejdříve do vnitrozemí, do Prahy, odkud se mu posléze podařilo emigrovat do tehdejší Palestiny, kde přečkal období holokaustu. Do Československa se však již po válce nevrátil. Dožil se však vyhlášení nezávislosti Státu Izrael. Zemřel 18. července 1948 a je pochován v Jeruzalémě.

## Dílo
- I. Ziegler, Religiöse Disputationen im Mittelalter. Frankfurt 1894
- I. Ziegler, Geschichte des Judentums. Praha 1900
- I. Ziegler, Die Königsgleichnisse im Midrasch. Vratislav 1903